# ميناء كومبورت التركي
ميناء كومبورت التركي (Kumport) ميناء بحري يقع في منطقة أفجلار ضمن القسم الأوربي من إسطنبول في دولة تركيا. يعتبر ثالث أكبر ميناء في تركيا كما يعتبر الأول في التعامل مع حاويات التصدير والاستيراد. يقدم هذا الميناء خدمة إقليمية لنقل الحاويات حول العالم.

## الموقع
يقع ميناء كومبورت في بحر مرمرة بالجانب الأوروبي للعاصمة التركية إسطنبول. يبعد 35 كيلومتراً من مضيق البوسفور كما يعد المنفذ الوحيد للمناطق التي تقع على البحر الأسود، ويتكون من 6 أرصفة بحرية بطول 2180 مترا. ويبلغ عمق المياه عند هذه الأرصفة حوالي 16.5 مترا. وقد بلغت الطاقة الاستيعابية الحالية للميناء حوالي 1,8 مليون حاوية نمطية مما يدل على أهمية هذا الميناء إستراتيجيا من بين الموانئ التركية.

## تاريخ
بدأت كومبورت عمليات المحطة في عام 1994 مع البضائع العامة ثم بدأت في التعامل مع الحاويات في عام 1996. وقد تم تطويره ليتصل بأكثر من 140 موقعاً في خمس قارات. ومنذ إنشائه، قام العديد من الدول بالاستثمارات في هذا الميناء، منها سلطنة عُمان التي أعلنت احتفاظها لحصتها من هذا الميناء كونه من أنجح استثماراتها في تركيا. وفي عام 2015م، حصلت الشركة الصينية لخطوط الشحن (كوسكو) على حصة أسد في مينياء كومبورتن وذلك بالتزامن مع دخول مجموعة شركات صينية.

## وصلات خارجية
الموقع الرسمي لميناء كومبورت